# Renault Trucks D
Renault Trucks D — сімейство вантажівок для транспортування вантажу на невеликі відстані, що виготовляється компанією Renault Trucks і прийшли на заміну Renault Access, Renault Premium Distribution і Renault Midlum.

## Модифікації

### Renault D-Truck Wide з шириною кабіни 2,3 м

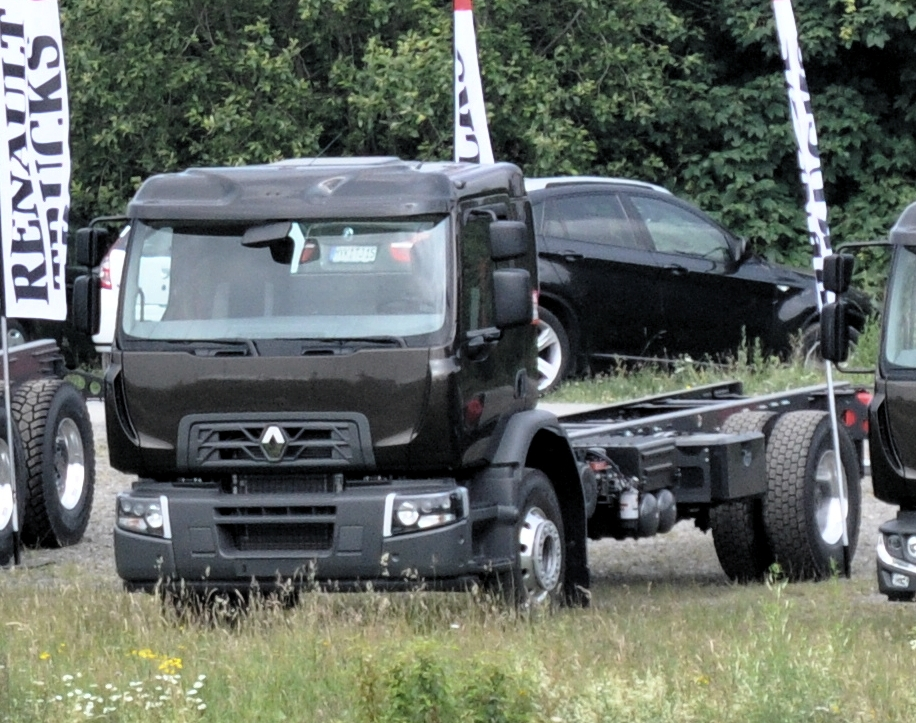
Renault D Wide

Renault D-Truck Wide з шириною кабіни 2,3 м. Автомобілі мають повну масу 19-26 тонн, колісну формулу 4x2 або 6x2 і комплектуються 6-циліндровим дизельним двигуном DTI 8 Common-Rail об'ємом 7,7 л, потужністю 250-320 к.с..
| Двигун | Циліндри | Об'єм | Потужність                     | Крутний момент      | Норми викидів |
| ------ | -------- | ----- | ------------------------------ | ------------------- | ------------- |
| DTI 8  | Р6       | 7,7 л | 186 кВт (250 к.с.) при ? об/хв | 950 Нм при ? об/хв  | Євро-6        |
| DTI 8  | Р6       | 7,7 л | 209 кВт (280 к.с.) при ? об/хв | 1050 Нм при ? об/хв | Євро-6        |
| DTI 8  | Р6       | 7,7 л | 239 кВт (320 к.с.) при ? об/хв | 1200 Нм при ? об/хв | Євро-6        |

### Renault D-Trucks з шириною кабіни 2,1 м

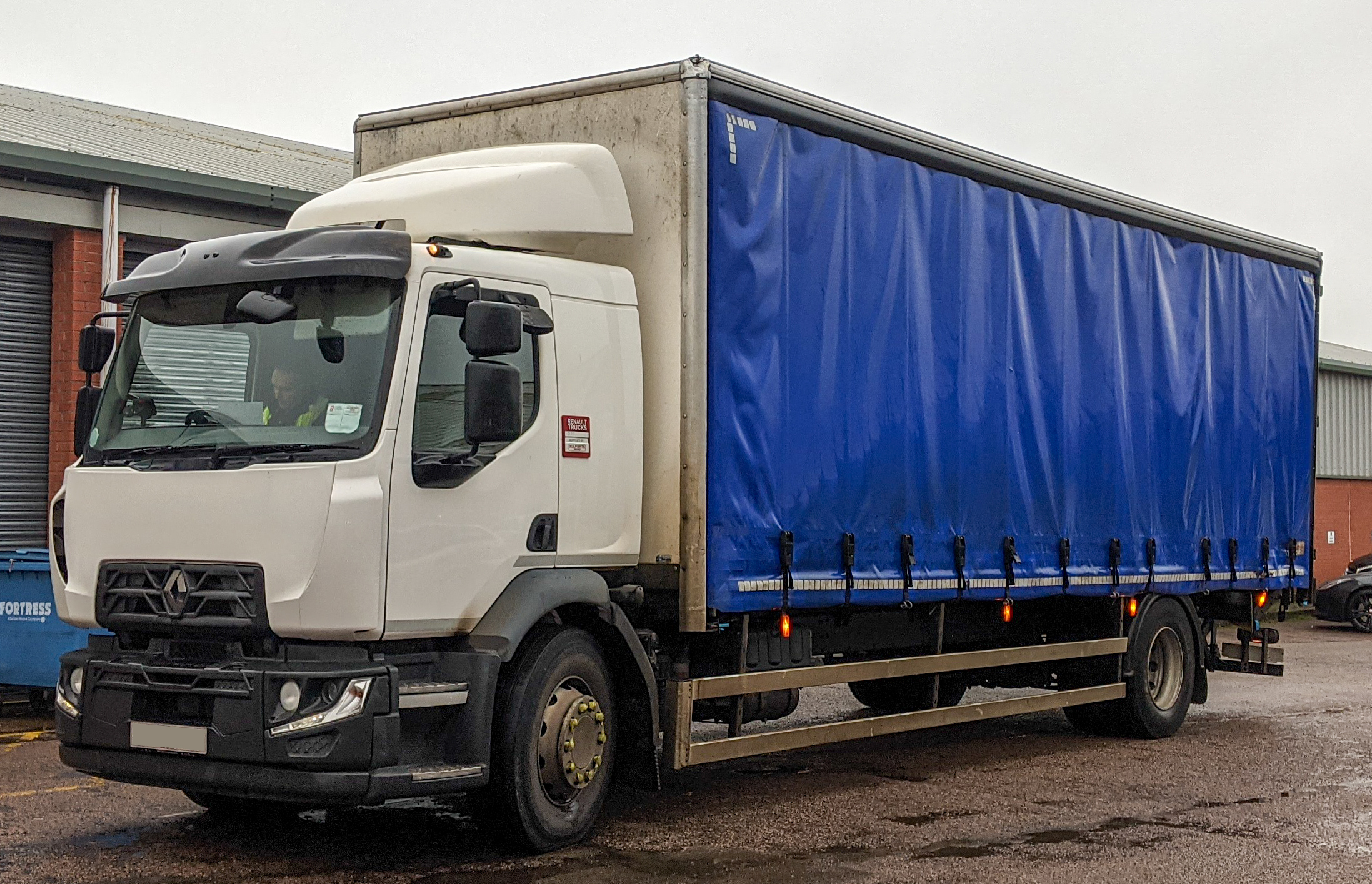
Renault D 240

Renault D-Truck з шириною кабіни 2,1 м прийшли на заміну Renault Midlum. Автомобілі мають повну масу 10-19 тонн, колісну формулу 4x2 або 4x4 і комплектуються дизельним двигуном DTI 5 Common-Rail об'ємом 5,7 л, потужністю 210-230 к.с. або DTI 8 потужністю 250-280 к.с. .
| Двигун | Циліндри | Об'єм | Потужність                     | Крутний момент      | Норми викидів |
| ------ | -------- | ----- | ------------------------------ | ------------------- | ------------- |
| DTI 5  | Р4       | 5,7 л | 157 кВт (210 к.с.) при ? об/хв | 800 Нм при ? об/хв  | Євро-6        |
| DTI 5  | Р4       | 5,7 л | 171 кВт (230 к.с.) при ? об/хв | 900 Нм при ? об/хв  | Євро-6        |
| DTI 8  | Р6       | 7,7 л | 186 кВт (250 к.с.) при ? об/хв | 950 Нм при ? об/хв  | Євро-6        |
| DTI 8  | Р6       | 7,7 л | 209 кВт (280 к.с.) при ? об/хв | 1050 Нм при ? об/хв | Євро-6        |

### Renault D-Trucks Access
В 2014 році компанія Renault Trucks на виставці Solutrans у французькому місті Ліон показала спеціалізоване шасі з низьким входом - Renault D Access, яке зроблено на базі попередника Renault Access, який в свою чергу розроблений на основі англійської вантажівки Dennis. Головних нововведень два. По-перше, це рестайлінгова передня частина з трапецієподібними ґратами радіатора, яку підтягнули під новий корпоративний стиль. А по-друге, це нова гамма двигунів, що відповідають нормам Euro 6. На вибір покупець може встановити двигун DTI5 або DTI8 потужністю від 210 до 320 к.с. Коробка передач - автоматична Allison 3000.
Повна маса Renault D Access варіюється від 18 до 26 тонн. Уже в стандартному оснащенні все D Access йдуть з пневматичною підвіскою. Задня вісь трехосного шасі поворотна, що полегшує маневрування на малих швидкостях. Renault D Access доступний з колісною формулою 4х2 або 6х2 з колісною базою від 3250 до 5800 мм.

### Renault D-Trucks від 3,5 до 7,5 тонн

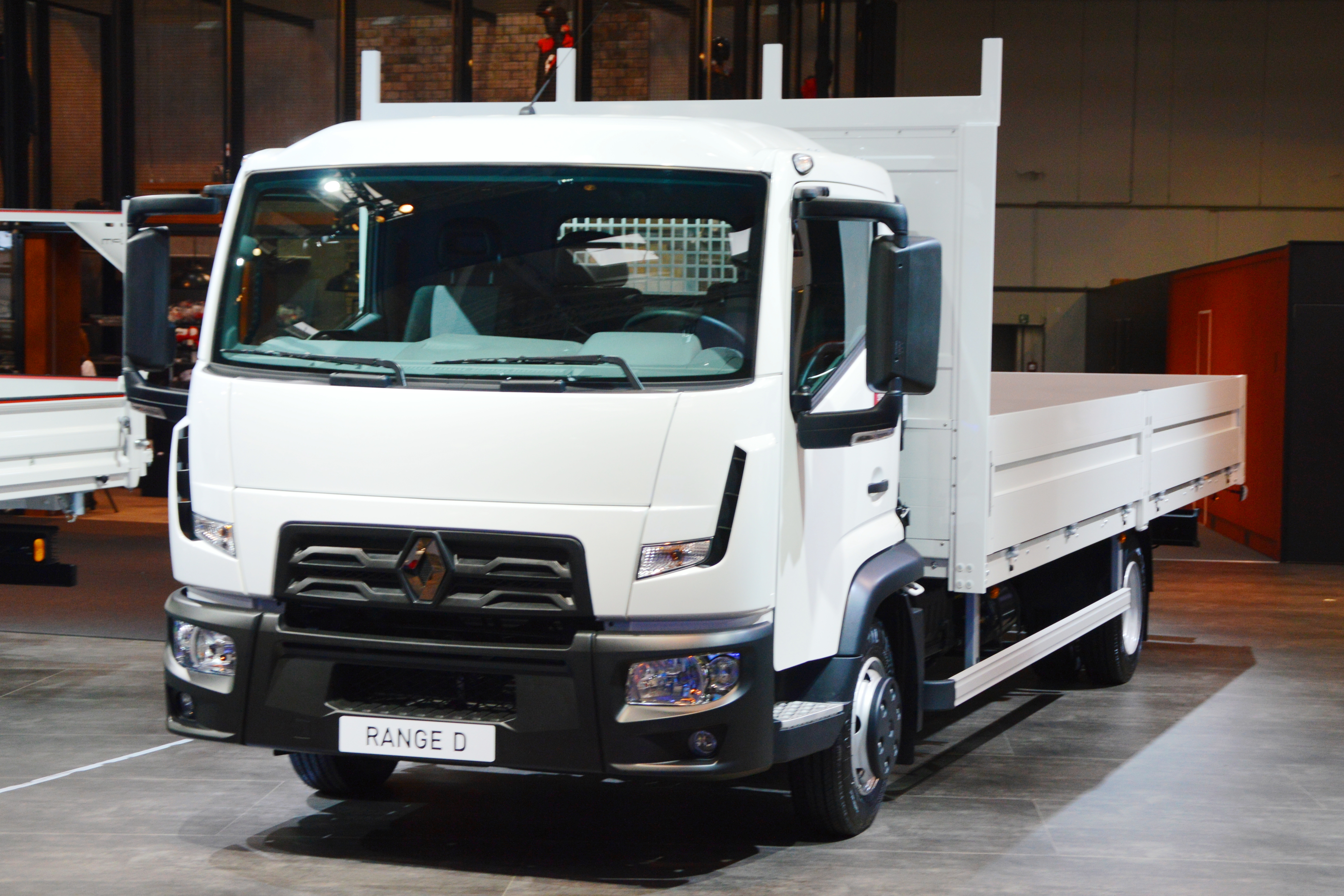
Renault D 7.5

Renault Trucks розширює модельний ряд своїх вантажівок в 2014 році додаванням нової середньотонажні моделі вантажопідйомністю від 3.5 до 7.5 т. Вантажівка отримала назву Renault D. Вона розроблена спільно з компанією Nissan Motor Ltd. і має кабіну від японського вантажівки Cabstar шириною 2 м. Автомобіль ідеально підходить для міських перевезень, поєднуючи компактні розміри і відмінну маневреність. Найважча 7.5-тонна версія на замовлення може бути оснащена автоматичною коробкою передач. Вантажівка може оснащуватися 150 або 180-сильним дизельним двигуном DTI 3, що відповідає нормам Euro 6.
Інтер'єр був розроблений для того, щоб зробити працю водія максимально комфортним. Цьому сприяє передня панель, все органу управління на якій скомпоновані в прилеглому від водія просторі. Природно, в кабіні купа різних відсіків для дріб'язку. Дизайн кабіни Renault D виконаний в новому корпоративному стилі.
Вантажівка починаючи з осені 2013 року виготовляються в Іспанії в Авіла на заводі Nissan Motor Iberica разом з аналогом Nissan NT500. Автомобілі прийшли на заміну Nissan Atleon.
| Двигун | Циліндри | Об'єм | Потужність                     | Крутний момент     | Норми викидів |
| ------ | -------- | ----- | ------------------------------ | ------------------ | ------------- |
| DTI 3  | Р4       | 3,0 л | 110 кВт (150 к.с.) при ? об/хв | 350 Нм при ? об/хв | Євро-6        |
| DTI 3  | Р4       | 3,0 л | 130 кВт (176 к.с.) при ? об/хв | 540 Нм при ? об/хв | Євро-6        |